# San Augustine County
San Augustine County er en county i den amerikanske delstat Texas. Den ligger i de østlige dele af delstaten. Den grænser mod Shelby County i nord, Sabine County i øst, Jasper County i syd, Angelina County i sydvest og mod Nacogdoches County i vest.
San Augustine Countys totale areal er 1.534 km² hvoraf 167 km² er vand. I år 2000 havde amten 8.946 indbyggere og administrationscenteret ligger i byen San Augustine. 

## Byer
- Broaddus
- San Augustine

31°24′N 94°11′V / 31.4°N 94.18°V